# Palazzo del Grillo
Palazzo del Grillo är ett palats i centrala Rom, beläget i närheten av Trajanus forum i Rione Monti. Palatset är hopbyggt med Torre del Grillo, ett försvarstorn uppfört på 1200-talet.